# Liopasia incoloralis
Liopasia incoloralis là một loài bướm đêm trong họ Crambidae.